# Cyphura pannata
Cyphura pannata är en fjärilsart som beskrevs av Felder. Cyphura pannata ingår i släktet Cyphura och familjen Uraniidae. Inga underarter finns listade i Catalogue of Life.